# گستهم
گُستَهم نام چند تن از پهلوانان ایرانی است، که یکی بنام گستهم پسر گژدهم همچنین از فردی به همین نام گستهم دایی خسرو پرویز که در برخی منابع تاریخی به نام ویستهم شناخته می‌شود. و دیگری که این نوشتار در مورد اوست گستهم پسر نوذر است. این نام در اوستا به صورت ویستؤرو آمده است.

### گستهم پسرنوذردرشاهنامه
- گستهم و توس پسران نوذر پادشاه ایران که پس از قتل نوذر به‌دست افراسیاب پورپشنگ بزرگان ایران هیچ‌یک از ایشان را برای جانشینی تاج و تخت ایران شایسته ندانستند.

اولین بار گستهم پسر نوذر شاه زمانی‌که نوذر مطمئن هست که در جنگ پیش‌رو با افراسیاب پورپشنگ شکست خواهد خورد و  خود و تمام ایرانیان هلاک خواهند گشت نام برده شده است. به همین خاطر برای اینکه از نژاد کیان بر عرصهٔ خاک باقی بماند دو فرزند خویش یعنی طوس و گستهم را شبانه از محاصره لشکر توران رهانیده به سوی پارس روانه کرد. وداع نوذر در شب آخر با فرزندان خویش چنین است:
| دل نوذر از غم پر از درد بود |  | که تاجش ز اختر پر از گرد بود |
| چو از دشت بنشست آوای کوس    |  | بفرمود تا پیش او رفت طوس     |
| بشد طوس و گستهم با او به هم |  | لبان پر ز باد و روان پر ز غم |
| بگفت آنک در دل مرا درد چیست |  | همی گفت چندی و چندی گریست    |
| ز تخم فریدون مگر یک دو تن   |  | برد جان ازین بی‌شمار انجمن    |
| .                           |  | .                            |
| بدادش مر آن پندها چون سزید  |  | پس آن دست شاهانه بیرون کشید  |
| گرفت آن دو فرزند را در کنار |  | فرو ریخت آب از مژه شهریار    |

در داستان دوازده رخ شاهنامه از گستهم یاد می‌شود که دوشادوش بیژن و گرازه و هجیر به قلب سپاه توران که پیران پسر ویسه پهلوان توران فرمانده سپاه تورانیان آنجا است حمله ور می‌شود:
| گرازه برون آمد و گستهم     |  | هجیر سپهدار و بیژن به هم |
| وز آنجا سوی قلب توران سپاه |  | گرانمایگان برگرفتند راه  |

## نظریه همانندی گستهم باموسی
نام گستهم در اوستا به صورت ویستهم نوشته میشده و ما میدانیم که تهم لقب پهلوانان است و ویس هم در نوشته ایلامی به صورت موش یا موس نوشته میشده است همانگونه که نام ویشتاسب پدر داریوش در ایلامی اینگونه تلفظ میشده.
و در زمان منوچهر در شاهنامه چندی قبل از تولد گستهم پسر نوذر منوچهر به نوذر پسر خویش میگوید :
| کنون نو شود در جهان داوری  |  | چو موسی بیاید به پیغمبری     |
| پدید آید آنگه به خاور زمین |  | نگر تا نتابی بر او بر به کین |

و در اوستا نیز در کرده نوزدهم ابان یشت گفته میشود ویستهم از خاندان نوذر از ایزد اناهیتا درخواست میکند تا او راه اب را باز کند و اناهیتا به پیکر دوشیزه ای زیبا اب را از وسط باز میکند و گستهم و برادر خود از وسط اب رد میشوند. 